# Једанаест минута
Једанаест минута (порт. Onze minutos) је роман бразилског писца Паула Коеља, објављен 2003. године.
Заснован је на искуствима младе бразилске проститутке зване Марија, чије срце бива сломљено већ после првих невиних сусрета с љубављу. Веома рано она губи наду да ће икада пронаћи праву љубав, уверена да је „љубав страшна ствар због које само патимо...“. Случајни сусрет у Рију је доводи до Женеве, где сања о слави и богатству, а завршава радећи као проститутка.
Како Марија лута даље од љубави, она развија фасцинацију сексом. Али када она упознаје младог сликара сазнаје да мора да бира између стазе таме, сексуалног задовољства као сврхе по себи, и ризиковања свега да би пронашла пут који води до светог секса: секса у окриљу љубави.

### Увод у радњу (фабула)
Марија, млада девојка из бразилске провинције, са љубавним неуспесима у раној адолесцентској фази и мржњом према љубави иде да тражи своју срећу у Швајцарској, где открива да је стварност много тежа него што је очекивала. Након кратког рада у ноћном клубу као самба плесачица, схвата да то није оно што она жели. После жестоке расправе са њеним менаџером једне ноћи, она добија отказ и почиње да тражи каријеру у моделингу. После дуге и неуспеле потраге за запошљењем у тој области, и чињенице да јој понестаје новца, она се ангажује за 1000 франака за „једну ноћ“ са неким Арапином. Одушевљена лаком зарадом и након компромиса са својом душом, она доспева у јавну кућу на Руе де Берне, срцу Женевске борделске четврти.
Она се спријатељује са Ниах, која јој даје савете о њеној „новој професији“, и након учења трикова заната од Милана, власника бордела, она улази у посао са својим телом и умом, затварајући сва врата за љубав, и једино за шта јој срце остаје отворено је њен дневник. Убрзо она постаје веома успшна и позната и њене колеге почињу да јој завиде. Месеци пролазе и Марија прераста у професионално неговану проститутку која не само да опушта ум својих клијената, већ умирује и њихову душу причајући са њима о њиховим проблемима.
Њен свет се окреће наглавачке када упозна Ралфа, младог швајцарског сликара, који види њену „унутрашњу светлост“. Марија се одмах заљубљује у њега и сазнаје шта је права љубав (према аутору, то је имати најважнију ствар на свету, а не поседовати је).
Марија је сада растрзана између њених сексуалних фантазија и истинске љубави према Ралфу. На крају одлучује да је време за њу да напусти Женеву са сећањем на Ралфа, јер схвата да су њих двоје одвојени (различити) светови. Али пре него што оде, одлучује да поново запали страст у Ралфу, и од њега учи о природи Светог секса који је помешан са истинском љубављу и који подразумева одустајање од нечије душе за вољену особу.
Ова књига истражује свету природу секса. „Једанаест минута“ описује трајање секса. Такође, она приказује две врсте проституције: проституцију за новац и свету проституцију. Ту су и директне референце са садомахизмом.
Прича је о Маријином путовању за проналажењем праве љубави, пуштајући сопствени живот да је води. Она започиње живот који је води пут сексуалног буђења и готово је доводи до њеног самоуништења пошто је упознала све стране сексуалног искуства. Када је одустала од наде да ће пронаћи истинску љубав, она проналази своју праву „унутрашњу светлост“ и њену вечну праву љубав.

### Ликови
Марија - Главни лик и протагониста
Маријин отац - Продавац
Маријина мајка - Шваља
Дечак из Маријиног детињства - Био је Маријина љубав из детињства, када је имала 11 година. Ово почетно искуство охрабрило је Марију да буде смелија са мушкарцима.
Маријин дечко који јој је подарио први пољубац - Касније, овај момак је флертовао са Маријином пријатељицом. То је мотивисало Марију да заради много новца, како би једног дана могла да га понизи (поред куповине фарме за њене родитеље).
Маријин дечко са којим је изгубила невиност - Марија га је користила да научи о сексу.
Власник продавнице - Маријин газда. Он се заљубио у Марију и обезбедио новац за њено путовање у Рио де Жанеиро. Постао је Маријина сигурносна мрежа у њеним будућим плановима.
Маилсон - преводилац / чувар
Роже - Његов главни интерес је био да запосли лепе младе девојке да играју у његовом клубу.
Вивијан - хладна жена која је знала да девојке неће остварити своје снове (тј. авантуру, новац, мужа) док раде за Рожеа. Она је рекла Марији за Руе де Берне.
Арапски дечко - Маријино познанство са овим човеком је коштало посла у Рожеовом клубу.
Хајди - Библиотекарка од које је Марија позајмљивала књиге.
Маријина прва муштерија - Арапин, који је платио 1000 швајцарских франака да спава са њом.
Невидљива жена - Једино Марија може да је види. Узела је изглед Девице Марије.
Милан - Власник бара "Копакабана", где је Марија радила као проститутка.
Ниах - Проститутка са Филипина, и Маријина једина пријатељица у "Копакабани".
Ралф Харт - Успешан 29-огодишњи сликар у којег се Марија тајно заљубљује. Био је два пута у браку, али се у оба случаја развео јер је изгубио интересовање за сексуалне односе у вези. Он види Марију као своју прилику да још једном учи о сексу.
Теренс - Богати Енглез који је Марији показао задовољства садомахизма.

### Преводи
Иако је роман првобитно написан на португалском и објављен као "Оnze minutos", преведен је на бројне стране језике.
- Njëmbëdhjetë minuta (Албански)
- إحدى عشر دقيقة (Арапски)
- Տասնմեկ րոպե (Јерменски)
- বাংলা (Бенгалски)
- Единайсет минути (Бугарски)
- Onze minuts (Каталонски)
- 愛的十一分鐘 (Кинески)
- Jedanaest Minuta (Хрватски)
- Jedenáct minut (Чешки)
- Elleve minutter (Дански)
- Elf Minuten (Холандски)
- Elf Minuten (Немачки)
- Üksteist Minutit (Естонски)
- Yksitoista minuuttia (Фински)
- Onze Minutes (Француски)
- Tizenegy perc (Мађарски)
- Eleven Minutes (Енглески)
- Vienpadsmit minūtes (Летонски)
- Vienuolika minučių (Литвански)
- Единаесет минути (Македонски)
- Elleve Minutter (Норвешки)
- Ellefu Mínútur (Исландски)
- Одинадцять хвилин (Украјински)
- Jedenaście minut (Пољски)
- Одиннадцать минут (Руски)
- Once minutos (Шпански)
- Έντεκα λεπτά (Грчки)
- Undici Minuti (Италијански)
- یازده دقیقه (Персијски)
- 11分間　(Јапански)
- 십일 분 (Корејски)
- 11 นาที (Тајландски)
- On Bir Dakika (Турски)
- Једанаест минута (Српски)
- Jedenásť minút (Словачки)
- Enajst minut (Словеначки)
- Elva minuter (Шведски)
- Unsprezece minute (Румунски)
- Sebelas Menit (Индонежански)
- თერთმეტი წუთი (Грузијски)
- אחת עשרה דקות (Јеврејски)
- Mười một phút (Вијетнамски)
- Giyara minit(Урду)